# 羅伯遜海峽 (威爾克斯地)
羅伯遜海峽（英語：Robertson Channel）是南極洲的海峽，位於威爾克斯地，處於風車群島地區，分隔米歇爾半島和鴿子島、沃林頓島之間，根據美國海軍拍攝空中照片繪入地圖，現時由南極條約體系管理。